# Ingelore Hinz-Schallreuter
Ingelore Hinz-Schallreuter (* 1957 als Ingelore Hinz in Eltville am Rhein) ist eine deutsche Geologin, die auf dem Gebiet der Paläontologie forscht und sich insbesondere auf die Beschreibung und Analyse altpaläozoischer Mikrofossilien – vor allem der Ostrakoden – spezialisiert hat. Seit 2002 lehrt sie als Professorin für Paläontologie und Historische Geologie an der Ernst-Moritz-Arndt-Universität Greifswald. Im Laufe ihrer bisherigen wissenschaftlichen Karriere hat sie mehr als 150 Artikel in wissenschaftlichen Fachzeitschriften und Sammelbänden veröffentlicht.

## Leben

### Ausbildung und Privatleben
Sie studierte zwischen 1977 und 1983 Geologie und Paläontologie an der Rheinischen Friedrich-Wilhelms-Universität Bonn und schloss mit einem Diplom ab. 1986 wurde sie dort mit der Dissertation The Lower Cambrian Microfauna of Comley and Rushton, Shropshire/England promoviert. Ab 1994 war sie Habilitationsstipendiatin der Deutschen Forschungsgemeinschaft und habilitierte sich 1996 mit der Schrift Kambrische Mikrofaunen unter besonderer Berücksichtigung der Ostrakoden an der Universität Hamburg, an der sie zeitgleich auch die Lehrberechtigung („venia legendi“) erhielt. 1997 verlieh ihr auch die Humboldt-Universität zu Berlin die Lehrberechtigung. 
Ab Anfang der 1990er Jahre war sie mit dem habilitierten Geologen Roger Schallreuter (1937–2013) verheiratet, der 1984 die Gesellschaft für Geschiebekunde gegründet hatte. Beide verband über zwei Jahrzehnte eine enge Forschungs- und Publikationsgemeinschaft.

### Wissenschaftliche Laufbahn
Nach ihrer Promotion war sie bis 1992 als wissenschaftliche Mitarbeiterin am Lehrstuhl für Angewandte Paläontologie der Rheinischen Friedrich-Wilhelms-Universität Bonn tätig. Im Anschluss arbeitete sie bis 1994 in gleicher Funktion am Geologisch-Paläontologischen Institut der Universität Hamburg. Zwischen 1995 und 1999 war sie dann wissenschaftliche Assistentin am Lehrstuhl für Paläontologie sowie im Museum für Naturkunde der Humboldt-Universität zu Berlin. 
Zunächst in Vertretung lehrte Hinz-Schallreuter ab Herbst 1999 am Lehrstuhl für Paläontologie der Ernst-Moritz-Arndt-Universität Greifswald, ehe sie zum 1. Februar 2000 einem Ruf als C3-Professorin an den um Historische Geologie erweiterten Lehrstuhl folgte. Seit 2002 ist sie dort ordentliche Professorin.

### Wissenschaftliches Engagement
Hinz-Schallreuter ist seit 1994 Mitglied der „Subkommission Proterozoikum bis Silur“ der Deutschen Stratigraphischen Kommission. Darüber hinaus wirkt sie seit dem Tod ihres Mannes im Jahr 2013 auch als Herausgeberin der bei der Gesellschaft für Geschiebekunde erscheinenden wissenschaftlichen Fachzeitschriften Geschiebekunde aktuell sowie Archiv für Geschiebeforschung. Sie arbeitet außerdem als (Peer-Review-)Gutachterin für mehrere Zeitschriften und Verlage sowie für unterschiedliche nationale und internationale Fördereinrichtungen.